# Hypocoela libertalia
Hypocoela libertalia là một loài bướm đêm trong họ Geometridae.